# Determinisme ambiental
El determinisme ambiental considera que les accions humanes estan determinades per l'ambient on tenen lloc i, en una versió forta anomenada determinisme climàtic o geogràfic, postula que l'entorn físic condiciona el desenvolupament social i històric de manera irreversible. Històricament s'ha lligat a explicacions de conducta racial, a justificacions colonialistes o a hipòtesis explicatives sobre diferències de progrés entre pobles. Es tracta d'una posició controvertida, ja que no solament limita la llibertat d'acció humana, sinó que obvia altres condicionants com la classe social, la pertinença a minories o el sistema econòmic mundial com a factors explicatius de les divergències culturals i de desenvolupament. Alguns autors que han defensat el determinisme geogràfic són Ellen Churchill Semple i Jared Diamond.